# Sân vận động Maksimir
Sân vận động Maksimir (tiếng Croatia: Stadion Maksimir, phát âm [ˈstâdioːn mǎksimiːr]), là một sân vận động đa năng ở Zagreb, Croatia. Sân lấy tên từ vùng lân cận Maksimir. Địa điểm chủ yếu là sân nhà của Dinamo Zagreb, câu lạc bộ hàng đầu của đất nước với 21 chức vô địch, nhưng nó cũng là sân nhà của đội tuyển bóng đá quốc gia Croatia. Được khai trương lần đầu tiên vào năm 1912, sân đã trải qua nhiều lần nâng cấp và cách bố trí hiện tại của nó có từ khi được xây dựng lại năm 1997. Sân vận động đôi khi cũng tổ chức các sự kiện khác như buổi hòa nhạc rock.

## Lịch sử

### Xây dựng và những năm đầu
Với sự phổ biến ngày càng tăng của môn thể thao này ở Zagreb, câu lạc bộ bóng đá địa phương HAŠK, một trong những câu lạc bộ đa môn thể thao đầu tiên ở Croatia, đã quyết định xây dựng một sân vận động mới cho câu lạc bộ của họ. Họ mua nền đất trong khu phố Svetice ở Zagreb, nằm ở phía đối diện của Công viên Maksimir, từ Tổng giáo phận Zagreb. HAŠK đã xây dựng một khán đài bằng gỗ với sức chứa 6.000 người, đây cũng là sân vận động đầu tiên có khán đài đúng nghĩa ở Zagreb vào thời điểm đó. Sân vận động được khai trương vào ngày 5 tháng 5 năm 1912, và tại lễ khai trương sân vận động mới, HAŠK và đối thủ cùng thành phố của họ, HŠK Građanski Zagreb, đã chơi một số trận giao hữu để kỷ niệm ngày khai trương.
Do mối quan hệ thân thiết và liên minh của HAŠK và HŠK Građanski Zagreb và người sau này chơi ở Sân vận động Koturaška, nơi đang ở trong tình trạng tồi tệ, Građanski cũng bắt đầu chơi các trận đấu trên sân nhà của họ tại Sân vận động Maksimir mới.
Vào ngày 26 tháng 5 năm 1941, một đại diện của chính phủ phát xít Ustashe của Nhà nước Độc lập Croatia đã phát biểu trước các sinh viên trẻ tuổi của Zagreb tại cuộc họp của họ tại Sân vận động Maksimir, và có thời điểm ra lệnh tách biệt các sinh viên người Serbia và Do Thái, nhưng bọn trẻ không tuân theo. Ngay sau đó, vào tháng 6 năm 1941, những thanh niên nổi dậy đã đốt phá sân vận động. Năm 1977, một bộ phim Chiến dịch Sân vận động đã được thực hiện để kỷ niệm sự cố phân biệt.

### Sau Chiến tranh thế giới thứ hai và sự phát triển
Sau Chiến tranh thế giới thứ hai, HAŠK và Građanski bị giải thể bởi chế độ cộng sản Nam Tư mới thành lập và một câu lạc bộ mới, FD Dinamo Zagreb, kế thừa màu sắc, danh dự và nền tảng của câu lạc bộ và do đó, là người kế thừa trực tiếp của HAŠK và HŠK Građanski Zagreb.
Khi vòng chung kết Giải vô địch bóng đá châu Âu 1976 được tổ chức tại Nam Tư, Maksimir đã tổ chức trận bán kết giữa Hà Lan và Tiệp Khắc và trận tranh hạng ba giữa Hà Lan với Nam Tư.
Maksimir là địa điểm trung tâm của Đại hội Thể thao Sinh viên Mùa hè 1987 do thành phố Zagreb đăng cai.
Năm 1990, một số sự kiện đã xảy ra tại Maksimir. Vào ngày 13 tháng 5, cuộc bạo loạn Dinamo Zagreb–Sao Đỏ Beograd diễn ra, một cuộc bạo loạn khét tiếng liên quan đến những người ủng hộ Dinamo Zagreb và Sao Đỏ Beograd. Trận đấu cuối cùng của đội tuyển bóng đá quốc gia Nam Tư được tổ chức tại Maksimir vào ngày 3 tháng 6. Vào ngày 17 tháng 10 cùng năm, Croatia đấu với Hoa Kỳ trong trận đấu đầu tiên của Croatia trong kỷ nguyên hiện đại.

### Trong thời hiện đại
Năm 1998, kế hoạch tu bổ lớn đã được thực hiện và giai đoạn đầu tiên bắt đầu cùng năm. Khán đài phía bắc cũ đã bị phá bỏ và một khán đài mới được xây dựng trong vòng một năm. Việc cải tạo này đã tăng sức chứa chỗ ngồi của Maksimir lên 38.079 người.
Sau năm 1992, trong 16 năm, đội tuyển bóng đá quốc gia Croatia đã có thành tích bất bại đáng tự hào tại sân vận động này trong bất kỳ trận đấu nào, tuy nhiên, vào ngày 10 tháng 9 năm 2008 (hai năm sau thất bại 2–0 tại cùng một địa điểm), Anh trở thành đội đầu tiên đánh bại Croatia tại Zagreb, thắng 4–1, kết thúc chuỗi ba mươi trận bất bại.
Vào mùa hè năm 2011, một chút, nhưng rất cần thiết "cải tạo" đã được thực hiện trên sân vận động. Tất cả các ghế đã được thay mới, hệ thống thoát nước mới, hệ thống sưởi dưới đất và tưới nước tự động được lắp đặt cùng với mặt cỏ mới, đường chạy thể thao được trải cỏ nhân tạo màu xanh và tất cả các bề mặt gạch đều được phủ bằng vải màu xanh.

### Động đất năm 2020
Trận động đất xảy ra vào sáng ngày 22 tháng 3 năm 2020 đã làm hư hỏng sự ổn định cấu trúc của sân vận động. Sau khi một kỹ sư kết cấu kiểm tra, sân vận động Maksimir được cho là "tạm thời không thể sử dụng được". Khán đài phía đông, cũng là khán đài lớn nhất tính theo sức chứa, thiệt hại nặng nề nhất và đang chờ quyết định cuối cùng sau khi kiểm tra chi tiết công trình. Trong khi chờ đợi, Dinamo được phép tổ chức các trận đấu trên sân vận động Maksimir, nhưng khán đài phía đông bị đóng cửa không cho người xem.

## Sức chứa mỗi khu vực
Bốn khán đài (8 khu vực) đóng góp vào tổng số sức chứa là 35.423 chỗ ngồi:

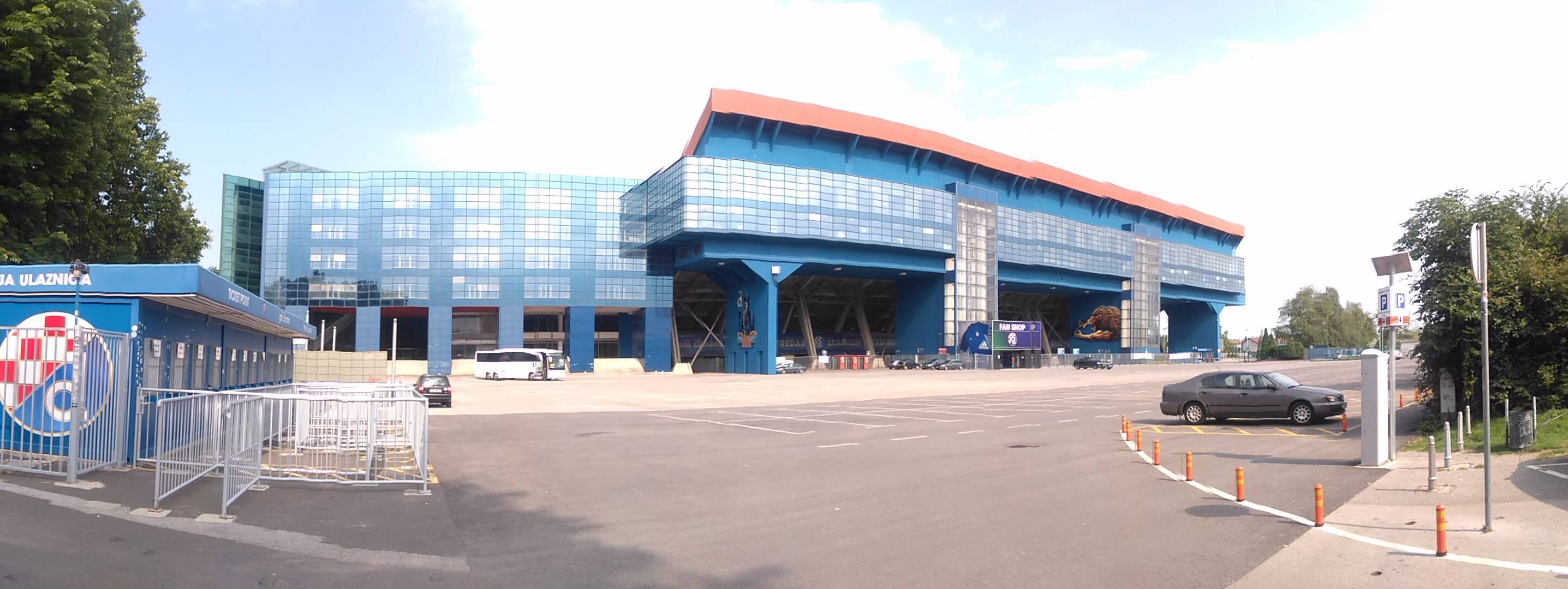
Lối vào khán đài phía Tây của sân vận động, tháng 7 năm 2018

- Khán đài phía Bắc (trên): 4.510
- Khán đài phía Bắc (dưới): 4.950
- Khán đài phía Bắc (VIP): 300
- Khán đài phía Tây (trên): 5.101
- Khán đài phía Tây (dưới): 6.369
- Khán đài phía Tây (VIP): 748
- Khán đài phía Đông: 9.514
- Khán đài phía Nam: 3.931

## Các trận đấu quốc tế
Danh sách này không đầy đủ, bạn cũng có thể giúp mở rộng danh sách.
| Ngày                 |           | Kết quả    |                      | Giải đấu                             |
| -------------------- | --------- | ---------- | -------------------- | ------------------------------------ |
| 25 tháng 6 năm 1952  | Nam Tư    | 4–1        | Na Uy                | Giao hữu quốc tế                     |
| 18 tháng 10 năm 1953 | Nam Tư    | 3–1        | Pháp                 | Giao hữu quốc tế                     |
| 9 tháng 5 năm 1954   | Nam Tư    | 0–2        | Bỉ                   | Giao hữu quốc tế                     |
| 17 tháng 6 năm 1956  | Nam Tư    | 1–1        | Áo                   | Cúp bóng đá quốc tế Trung Âu 1955-60 |
| 12 tháng 9 năm 1956  | Croatia   | 5–2        | Indonesia            | Giao hữu không chính thức            |
| 12 tháng 5 năm 1957  | Nam Tư    | 6–1        | Ý                    | Cúp bóng đá quốc tế Trung Âu 1955-60 |
| 5 tháng 10 năm 1958  | Nam Tư    | 4–4        | Hungary              | Giao hữu quốc tế                     |
| 19 tháng 11 năm 1961 | Nam Tư    | 2–1        | Áo                   | Giao hữu quốc tế                     |
| 30 tháng 9 năm 1962  | Nam Tư    | 2–3        | Tây Đức              | Giao hữu quốc tế                     |
| 3 tháng 11 năm 1963  | Nam Tư    | 2–0        | Tiệp Khắc            | Giao hữu quốc tế                     |
| 8 tháng 5 năm 1966   | Nam Tư    | 2–0        | Hungary              | Giao hữu quốc tế                     |
| 18 tháng 11 năm 1970 | Nam Tư    | 2–0        | Tây Đức              | Giao hữu quốc tế                     |
| 21 tháng 10 năm 1973 | Nam Tư    | 0–0        | Tây Ban Nha          | Vòng loại World Cup 1974             |
| 28 tháng 9 năm 1974  | Nam Tư    | 1–0        | Ý                    | Giao hữu quốc tế                     |
| 15 tháng 10 năm 1975 | Nam Tư    | 3–0        | Thụy Điển            | Vòng loại Euro 1976                  |
| 24 tháng 4 năm 1976  | Nam Tư    | 2–0        | Wales                | Tứ kết Euro 1976                     |
| 16 tháng 6 năm 1976  | Tiệp Khắc | 3–1 (h.p.) | Hà Lan               | Bán kết Euro 1976                    |
| 19 tháng 6 năm 1976  | Hà Lan    | 3–2 (h.p.) | Nam Tư               | Play-off tranh hạng ba Euro 1976     |
| 8 tháng 5 năm 1977   | Nam Tư    | 0–2        | România              | Vòng loại World Cup 1978             |
| 4 tháng 10 năm 1978  | Nam Tư    | 1–2        | Tây Ban Nha          | Vòng loại Euro 1980                  |
| 13 tháng 6 năm 1979  | Nam Tư    | 4–1        | Ý                    | Giao hữu quốc tế                     |
| 12 tháng 11 năm 1983 | Nam Tư    | 0–0        | Pháp                 | Giao hữu quốc tế                     |
| 6 tháng 9 năm 1989   | Nam Tư    | 3–1        | Scotland             | Vòng loại World Cup 1990             |
| 3 tháng 6 năm 1990   | Nam Tư    | 0–2        | Hà Lan               | Giao hữu quốc tế                     |
| 17 tháng 10 năm 1990 | Croatia   | 2–1        | Hoa Kỳ               | Giao hữu không chính thức            |
| 22 tháng 10 năm 1992 | Croatia   | 3–0        | México               | Giao hữu quốc tế                     |
| 25 tháng 6 năm 1993  | Croatia   | 3–1        | Ukraina              | Giao hữu quốc tế                     |
| 4 tháng 6 năm 1994   | Croatia   | 0–0        | Argentina            | Giao hữu quốc tế                     |
| 9 tháng 10 năm 1994  | Croatia   | 2–0        | Litva                | Vòng loại Euro 1996                  |
| 25 tháng 3 năm 1995  | Croatia   | 4–0        | Ukraina              | Vòng loại Euro 1996                  |
| 26 tháng 4 năm 1995  | Croatia   | 2–0        | Slovenia             | Vòng loại Euro 1996                  |
| 3 tháng 9 năm 1995   | Croatia   | 7–1        | Estonia              | Vòng loại Euro 1996                  |
| 10 tháng 11 năm 1996 | Croatia   | 1–1        | Hy Lạp               | Vòng loại World Cup 1998             |
| 6 tháng 9 năm 1997   | Croatia   | 3–2        | Bosna và Hercegovina | Vòng loại World Cup 1998             |
| 29 tháng 10 năm 1997 | Croatia   | 2–0        | Ukraina              | Vòng loại play-off World Cup 1998    |
| 6 tháng 6 năm 1998   | Croatia   | 7–0        | Úc                   | Giao hữu quốc tế                     |
| 14 tháng 10 năm 1998 | Croatia   | 3–2        | Macedonia            | Vòng loại Euro 2000                  |
| 28 tháng 4 năm 1999  | Croatia   | 0–0        | Ý                    | Giao hữu quốc tế                     |
| 21 tháng 8 năm 1999  | Croatia   | 2–1        | Malta                | Vòng loại Euro 2000                  |
| 4 tháng 9 năm 1999   | Croatia   | 1–0        | Cộng hòa Ireland     | Vòng loại Euro 2000                  |
| 9 tháng 10 năm 1999  | Croatia   | 2–2        | Nam Tư               | Vòng loại Euro 2000                  |
| 29 tháng 3 năm 2000  | Croatia   | 1–1        | Đức                  | Giao hữu quốc tế                     |
| 28 tháng 5 năm 2000  | Croatia   | 0–2        | Pháp                 | Giao hữu quốc tế                     |
| 11 tháng 10 năm 2000 | Croatia   | 1–1        | Scotland             | Vòng loại World Cup 2002             |
| 6 tháng 10 năm 2001  | Croatia   | 1–0        | Bỉ                   | Vòng loại World Cup 2002             |
| 27 tháng 3 năm 2002  | Croatia   | 0–0        | Slovenia             | Giao hữu quốc tế                     |
| 17 tháng 4 năm 2002  | Croatia   | 2–0        | Bosna và Hercegovina | Giao hữu quốc tế                     |
| 29 tháng 3 năm 2003  | Croatia   | 4–0        | Bỉ                   | Vòng loại Euro 2004                  |
| 11 tháng 10 năm 2003 | Croatia   | 1–0        | Bulgaria             | Vòng loại Euro 2004                  |
| 15 tháng 11 năm 2003 | Croatia   | 1–1        | Slovenia             | Vòng loại play-off Euro 2004         |
| 31 tháng 3 năm 2004  | Croatia   | 2–2        | Thổ Nhĩ Kỳ           | Giao hữu quốc tế                     |
| 4 tháng 9 năm 2004   | Croatia   | 3–0        | Hungary              | Vòng loại World Cup 2006             |
| 9 tháng 10 năm 2004  | Croatia   | 2–2        | Bulgaria             | Vòng loại World Cup 2006             |
| 26 tháng 3 năm 2005  | Croatia   | 4–0        | Iceland              | Vòng loại World Cup 2006             |
| 30 tháng 3 năm 2005  | Croatia   | 3–0        | Malta                | Vòng loại World Cup 2006             |
| 8 tháng 10 năm 2005  | Croatia   | 1–0        | Thụy Điển            | Vòng loại World Cup 2006             |
| 7 tháng 10 năm 2006  | Croatia   | 7–0        | Andorra              | Vòng loại Euro 2008                  |
| 11 tháng 10 năm 2006 | Croatia   | 2–0        | Anh                  | Vòng loại Euro 2008                  |
| 24 tháng 3 năm 2007  | Croatia   | 2–1        | Macedonia            | Vòng loại Euro 2008                  |
| 6 tháng 6 năm 2007   | Croatia   | 0–0        | Nga                  | Vòng loại Euro 2008                  |
| 8 tháng 9 năm 2007   | Croatia   | 2–0        | Estonia              | Vòng loại Euro 2008                  |
| 13 tháng 10 năm 2007 | Croatia   | 1–0        | Israel               | Vòng loại Euro 2008                  |
| 6 tháng 9 năm 2008   | Croatia   | 3–0        | Kazakhstan           | Vòng loại World Cup 2010             |
| 10 tháng 9 năm 2008  | Croatia   | 1–4        | Anh                  | Vòng loại World Cup 2010             |
| 15 tháng 10 năm 2008 | Croatia   | 4–0        | Andorra              | Vòng loại World Cup 2010             |
| 6 tháng 6 năm 2009   | Croatia   | 2–2        | Ukraina              | Vòng loại World Cup 2010             |
| 5 tháng 9 năm 2009   | Croatia   | 1–0        | Belarus              | Vòng loại World Cup 2010             |
| 7 tháng 9 năm 2010   | Croatia   | 0–0        | Hy Lạp               | Vòng loại Euro 2012                  |
| 12 tháng 10 năm 2010 | Croatia   | 2–1        | Na Uy                | Giao hữu quốc tế                     |
| 17 tháng 11 năm 2010 | Croatia   | 3–0        | Malta                | Vòng loại Euro 2012                  |
| 6 tháng 9 năm 2011   | Croatia   | 3–1        | Israel               | Vòng loại Euro 2012                  |
| 15 tháng 11 năm 2011 | Croatia   | 0–0        | Thổ Nhĩ Kỳ           | Vòng loại play-off Euro 2012         |
| 29 tháng 2 năm 2012  | Croatia   | 1–3        | Thụy Điển            | Giao hữu quốc tế                     |
| 7 tháng 9 năm 2012   | Croatia   | 1–0        | Macedonia            | Vòng loại World Cup 2014             |
| 22 tháng 3 năm 2013  | Croatia   | 2–0        | Serbia               | Vòng loại World Cup 2014             |
| 7 tháng 6 năm 2013   | Croatia   | 0–1        | Scotland             | Vòng loại World Cup 2014             |
| 11 tháng 10 năm 2013 | Croatia   | 1–2        | Bỉ                   | Vòng loại World Cup 2014             |
| 19 tháng 11 năm 2013 | Croatia   | 2–0        | Iceland              | Vòng loại play-off World Cup 2014    |
| 9 tháng 9 năm 2014   | Croatia   | 2–0        | Malta                | Vòng loại Euro 2016                  |
| 28 tháng 3 năm 2015  | Croatia   | 5–1        | Na Uy                | Vòng loại Euro 2016                  |
| 10 tháng 10 năm 2015 | Croatia   | 3–0        | Bulgaria             | Vòng loại Euro 2016                  |
| 5 tháng 9 năm 2016   | Croatia   | 1–1        | Thổ Nhĩ Kỳ           | Vòng loại World Cup 2018             |
| 12 tháng 11 năm 2016 | Croatia   | 2–0        | Iceland              | Vòng loại World Cup 2018             |
| 24 tháng 3 năm 2017  | Croatia   | 1–0        | Ukraina              | Vòng loại World Cup 2018             |
| 3 tháng 9 năm 2017   | Croatia   | 1–0        | Kosovo               | Vòng loại World Cup 2018             |
| 9 tháng 11 năm 2017  | Croatia   | 4–1        | Hy Lạp               | Vòng loại play-off World Cup 2018    |
| 15 tháng 11 năm 2018 | Croatia   | 3–2        | Tây Ban Nha          | UEFA Nations League 2018-19 A        |
| 21 tháng 3 năm 2019  | Croatia   | 2–1        | Azerbaijan           | Vòng loại Euro 2020                  |
| 11 tháng 10 năm 2020 | Croatia   | 2–1        | Thụy Điển            | UEFA Nations League 2020-21 A        |
| 14 tháng 10 năm 2020 | Croatia   | 1–2        | Pháp                 | UEFA Nations League 2020-21 A        |

## Buổi hòa nhạc
Sân vận động cũng đã được sử dụng làm địa điểm cho một số buổi hòa nhạc lớn, bao gồm:
- Vào ngày 12 tháng 7 năm 1983, Dire Straits đã tổ chức một buổi hòa nhạc để quảng bá cho album phòng thu thứ tư của họ Love over Gold như một phần của Alchemy Live Tour (1983) của ban nhạc.
- Vào ngày 5 tháng 9 năm 1990, David Bowie biểu diễn một buổi hòa nhạc bán hết vé như một phần của chuyến lưu diễn Sound+Vision Tour (1990).
- Năm 2000, Zlatan Stipišić Gibonni biểu diễn một buổi hòa nhạc trước 32.000 người, quảng bá cho album Judi, zviri i beštimje (2000).
- Vào ngày 22 tháng 6 năm 2005, Bijelo Dugme đã biểu diễn một buổi hòa nhạc tái hợp trước 70.000 người trong chuyến lưu diễn Tour 2005 (2005).
- Vào ngày 17 tháng 6 năm 2007, Marko Perković của Thompson đã biểu diễn một buổi hòa nhạc trước 70.000 người trong khuôn khổ chuyến lưu diễn Bilo jednom u Hrvatskoj (2007) của anh.
- Vào ngày 9 và 10 tháng 8 năm 2009, U2 đã biểu diễn hai buổi hòa nhạc cháy vé trước 124.012 người trong khuôn khổ U2 360° Tour (2009–2011) của họ.
- Vào ngày 8 tháng 6 năm 2011, Bon Jovi đã biểu diễn một buổi hòa nhạc trước 33.698 người như một phần của Bon Jovi Live Tour, hỗ trợ cho album tổng hợp thứ sáu của ban nhạc, The Greatest Hits (2011).
- Vào ngày 11 tháng 6 năm 2012, Madonna đã được lên kế hoạch biểu diễn một buổi hòa nhạc như một phần của MDNA Tour của cô, nhưng buổi biểu diễn đã bị hủy bỏ vì lý do hậu cần.
- Vào ngày 23 tháng 5 năm 2013, Depeche Mode được lên kế hoạch biểu diễn một buổi hòa nhạc như một phần của Delta Machine Tour của họ, nhưng buổi hòa nhạc đã được đổi sang Arena Zagreb vì lý do hậu cần.
- Vào ngày 13 tháng 8 năm 2013, Robbie Williams đã biểu diễn một buổi hòa nhạc trước 45.000 người, với Olly Murs là tiết mục mở màn của anh, như một phần của Take the Crown Stadium Tour (2013).

## Kế hoạch cải tạo

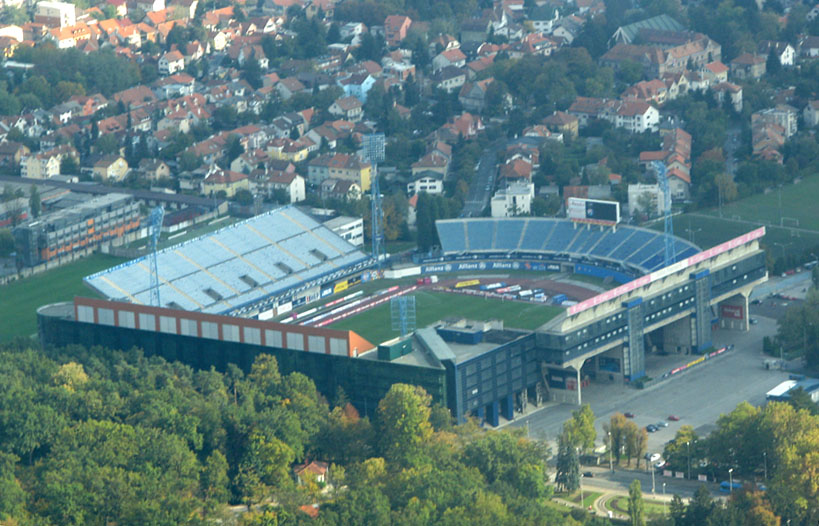
Maksimir trước khi nâng cấp năm 2011.

Theo kế hoạch năm 1998, việc cải tạo bao gồm việc hạ thấp bãi cỏ và làm cho "võ đài" vòng quanh sân ở vị trí của đường chạy và do đó có được 16.000 chỗ ngồi mới với khu phụ ở khán đài phía nam với sự bổ sung cuối cùng của cấu trúc mái hiện đại. Maksimir đã có 60.000 chỗ ngồi thoải mái và trở thành một sân vận động bóng đá độc quyền như nhiều sân vận động khác ở châu Âu.
Sân đã được lên kế hoạch xây dựng bổ sung: cơ sở mới cho Ban quản lý câu lạc bộ, "Blue Lounge" thanh lịch, "phòng Trophy" lớn, khuôn viên trường bóng đá, phòng thay đồ, phòng huấn luyện viên, phòng tập thể thao với phòng tập thể dục, phòng khám bệnh nhân, nhà hàng, khách sạn sang trọng (Hạng "A") với 46 giường dành cho các đội tham quan, tầm quan trọng đặc biệt sẽ được trao cho tòa nhà nối khán đài phía Tây với khán đài phía Bắc. Như vậy, tất cả các điều kiện đăng cai và tổ chức các trận đấu lớn của châu Âu sẽ được đáp ứng, bao gồm văn phòng UEFA, câu lạc bộ báo chí, trung tâm báo chí, V.I.P. lòng hiếu khách, v.v... Cùng với đó, địa điểm này là một trong những sân vận động được trang bị tốt nhất ở châu Âu. Tuy nhiên, vào đầu những năm 2000, việc cải tạo đã bị đình chỉ.
Kể từ tháng 12 năm 2007, công chúng đang chờ đợi sự ra mắt của sân vận động mới, và vào năm 2008, chính quyền thành phố đã giới thiệu hai sân vận động tiềm năng, Maksimir mới và Vulkan (Núi lửa), được cho là được xây dựng trên một địa điểm khác (Kajzerica) ở Zagreb và Maksimir cũ nên sau đó bị hạ gục, các công dân phải chọn cái nào họ muốn trong cuộc trưng cầu dân ý được dự đoán sẽ diễn ra ở đâu đó trong tương lai gần. Tuy nhiên, chính quyền thành phố không bao giờ đạt được bất kỳ tiến bộ nào với cuộc trưng cầu dân ý hoặc các kế hoạch này và sân vận động vẫn là một vấn đề của thành phố trong một thập kỷ nay.
Một lần nữa, đã có các cuộc đàm phán vào năm 2018, sau thành công lịch sử của Croatia tại World Cup, rằng sân vận động sẽ bị phá bỏ và một sân vận động hiện đại mới sẽ được xây dựng trên cùng một địa điểm. Vào năm 2019, Dinamo Zagreb thông báo rằng họ sẽ phá bỏ Maksimir và tự mình xây dựng một sân vận động hoàn toàn mới mà không cần sự giúp đỡ của Chính phủ Croatia, nhưng cần sự xác nhận của cơ quan quản lý của Zagreb và thị trưởng Milan Bandić. Ngay sau đó, có thông báo rằng Dinamo Zagreb và Thành phố Zagreb sẽ hợp tác chung để xây dựng một sân vận động mới. Sân vận động mới được cho là sẽ được xây dựng trên nền của sân vận động Maksimir hiện tại và dự định sân phải có sức chứa 30.000 khán giả. Sân vận động sẽ có bãi đậu xe, trung tâm mua sắm, khách sạn và một số góc dành cho người hâm mộ. Sau trận động đất Zagreb 2020, các cuộc đàm phán lại một lần nữa bị đình trệ.
Từ năm 1997 đến năm 2015, tổng cộng 800 triệu HRK (tương đương 108 triệu euro) đã được chi để cải tạo sân vận động.

## Đề xuất Kajzerica

Ý tưởng của nghệ sĩ cho sân vận động được đề xuất, có biệt danh Blue Volcano.

Sân vận động Kajzerica là một sân vận động bóng đá mới được đề xuất xây dựng trong vùng lân cận Kajzerica ở Zagreb, nhằm thay thế Sân vận động Maksimir trở thành sân nhà của đội tuyển bóng đá quốc gia Croatia và Dinamo Zagreb.
Cuộc thi thiết kế cho sân vận động mới đã được kiến trúc sư Hrvoje Njirić giành chiến thắng vào tháng 5 năm 2008. Thiết kế đoạt giải, được báo chí đặt biệt danh là The Blue Volcano (tiếng Croatia: Plavi vulkan), sẽ có sức chứa 55.000 người và sẽ bao gồm mái che polycacbonat màu xanh lam bên ngoài và cấu trúc giống như đám mây lơ lửng trên sân vận động được bao phủ bởi các tấm quang điện.
Dự án ban đầu được dự định tiến hành sau khi nó được chấp thuận trong một cuộc trưng cầu dân ý công khai, trong đó công dân của Zagreb sẽ bỏ phiếu cho dù họ có muốn phá bỏ Sân vận động Maksimir hiện tại và xây dựng lại ở cùng một địa điểm hay không (chi phí ít nhất là 264 triệu euro, theo lời đề nghị của các công ty xây dựng) hoặc được thay thế bằng một sân vận động hoàn toàn mới tại Kajzerica (vẫn chưa rõ chi phí xây dựng).
Theo kế hoạch ban đầu, lựa chọn đầu tiên sẽ bao gồm việc xây dựng một địa điểm nhỏ hơn tại Kajzerica từ năm 2009 đến năm 2011, sau đó sẽ được sử dụng để tổ chức các trận đấu của Dinamo Zagreb trong khi sân vận động Maksimir đang được xây dựng lại trong giai đoạn từ năm 2011 đến năm 2014. Lựa chọn khác sẽ bao gồm việc xây dựng Blue Volcano với sức chứa 55.000 người có mục đích tại Kajzerica, nơi sau đó sẽ trở thành sân nhà lâu dài của Blues.
Tuy nhiên, cuộc trưng cầu dân ý về sân vận động, ban đầu được lên kế hoạch vào tháng 6 năm 2008, đã bị hoãn nhiều lần kể từ đó và đã không được tổ chức.
Vào tháng 10 năm 2012, dự án đã bị bỏ dở, được hồi sinh một thời gian ngắn vào năm 2013 với khả năng được đấu thầu cho Giải vô địch bóng đá châu Âu 2020, và một lần nữa vào năm 2018, sau thành công lịch sử của Croatia tại World Cup.